# Invitation (河合奈保子の曲)
「Invitation」（インビテーション）は河合奈保子の11枚目のシングル。1982年12月1日に日本コロムビアから発売された。（EPの規格品番はAH-280）

## 概要
前作「けんかをやめて」に引き続き、シンガーソングライターの竹内まりやが作詞・作曲を担当した。タイトルの「Invitation」は、″招待″ や ″招待状″ を意味する。
オリコンでは最高位8位（100位内13週）、18.0万枚のセールスとなった。
台湾の歌手・何春蘭が1983年に「雨中的白鞋子」(″雨の中の白い靴″の意味。『麥笛』収録曲) というタイトルでこの曲をカバーしている。

## 収録曲
1. Invitation（3分53秒）
作詞・作曲：竹内まりや／編曲：大村雅朗
2. 木枯らしの乙女たち（4分27秒）
作詞：尾関昌也／作曲：尾関裕司／編曲：若草恵

## 演奏
- Drums: Toshinobu Takimoto
- Bass: Yasuo Tomikura
- E.Guitar: Masaki Matsubara
- A.Guitar: Chuei Yoshikawa
- Steel Guitar: Tsuyoshi Kon
- Synthesizers: Hideki Matsutake
- Keyboards: Hidetoshi Yamada
- Percussion: Nobu Saitoh
- Flutes: Akira Fujiyama, Takeshi Koyama
- Glocken: Teiko Koshino
- Strings:  Katoh gengaku group
- Background vocals: Hidetoshi Yamada

## 収録アルバム
- 『あるばむ』（1983年）